# LimeWire
LimeWire er et gratis program til fildeling, der distribueres som open source under licensen GNU General Public License. Programmet giver dets brugere adgang til at dele filer ved brug af Gnutella peer-to-peer protokollen. Det var det første fildelingsprogram, som understøttede firewall-til-firewall overførsel (fra version 4.2, frigivet i november 2004).
Udvikleren af LimeWire er firmaet Lime Wire LLC, der også distribuerer en udvidet version af programmet, som siges at tilbyde hurtigere filoverførsel, og som kan erhverves mod betaling af en mindre licensafgift. 
LimeWire er skrevet i Java og kan derfor afvikles på alle computere, der har installeret Java virtuel maskine (JVM). Der findes installationsprogrammer til installation under Microsoft Windows, Mac OS X og Linux (i RPM- og DEB-format). Understøttelse af de "klassiske" Mac-operativsystemer (Mac OS 9 og tidligere) er ophørt fra version 4.0.10. Windows-versionen af LimeWires installationsprogram inkluderer en begrænset version af Sun's Java installationsprogram og installerer Java Runtime Environment (JRE) version 1.5, hvis computeren ikke har Java eller har en ældre version.
LimeWire bruger SHA-1 og den kryptografiske hashfunktion Tiger tree hash til sikring af, at data er overført korrekt. Der er identificeret mulige sårbare punkter i SHA-1 algoritmen, men da LimeWire ikke kun baserer sig på denne, betyder disse sårbarheder meget lidt for verifikationen af de downloadede filer.
Før april 2004 indeholdt den gratis version af LimeWire en programdel ved navn LimeShop, som eksperter i edb-sikkerhed klassificerede som spyware. LimeShop overvågede bl.a. eventuelle on-line køb for at kunne sikre Lime Wire LLC en salgsprovision, og afinstallation af LimeWire fjernede ikke LimeShop. LimeShop og andre bundlede programmer blev fjernet fra LimeWire ved version 4.0.
Eftersom programmet er open source, er flere andre løsninger blevet baseret på det, herunder LionShare, der er et eksperimentelt programudviklingsprojekt ved Penn State University, og Acquisition, der er en populær Gnutella-klient (med et proprietært interface) til Apple Macintosh.
Avisen The New York Times rapporterede i maj 2005, at Lime Wire LLC overvejede at stoppe distributionen af LimeWire som følge af en dom i USAs højesteret (sagen MGM v. Grokster), der vedrørte markedsføring af et fildelingsprogram, som kunne benyttes til at downloade  ophavsretligt beskyttede værker som film, computerspil og musik. LimeWire har dog i august 2005 udsendt version 4.9 af programmet med bedre søgning, optimeret download og andre features. Den 25. september 2005 rapporteredes det, at man arbejdede på en version af programmet, som vil nægte deling af filer, som ikke har gyldig licensinformation. 
En rapport Arkiveret 11. marts 2007 hos  Wayback Machine fra 12. oktober fortæller, at nogle af LimeWires udviklere har  lavet en aflægger af projektet ved navn FrostWire. Dette projekt findes i en foreløbig udgave (beta release), som hævdes at have samme funktionalitet som den licensbelagte version af LimeWire. FrostWire udviklerne har understreget, at de aldrig vil indføre ophavsretsrelaterede restriktioner på programmets fildelingsfunktioner.
Det er ikke ulovligt at have eller bruge programmet, men afhængigt af din lokation, kan det have retslige konsekvenser.

## Ekstern henvisning
- Limewire.com Arkiveret 6. februar 2015 hos  Wayback Machine
- Sammenligning af uønskede programmer som installeres af P2P programmer (engelsk)
- Limewire Pro